# غافين سميث (كاتب)
غافين سميث (بالإنجليزية: Gavin Smith)‏ هو كاتب بريطاني، ولد في 1968 في دندي في المملكة المتحدة.

## وصلات خارجية
- الموقع الرسمي